# Gonodactylus mesactura
Gonodactylus mesactura is een bidsprinkhaankreeftensoort uit de familie van de Gonodactylidae.